# Општина Рожаје
Општина Рожаје се налази источном делу Црне Горе. Седиште општине је градско насеље Рожаје. Према резултатима пописа из 2023. године имала је 23.184 становника.

## Насељена места
У општини се налази 64 насеља. Извршене су измене у броју насељених места у општини у односу на стари Закон о територијалној организацији: нека насељена места су модификовала своја имена па су Балотићи, Богаји, Дацићи, Грижице, Плумци и Синановићи сада Балотиће, Богаје, Дациће, Грижица, Плунце и Синановића Луке. Формиран је велики број нових самосталних насељених места: База, Банџово Брдо, Бачевац, Блаце, Горња Црнча, Горњи Букељ, Граховача, Гуснице, Доња Црнча, Доње Бишево, Доњи Букељ, Драченовац, Ђерановића Лука, Зелени, Злоглавље, Календери, Калуђерски Лаз, Качаре, Кланац, Клековача, Лучице, Малиндубрава, Његуш, Пешковићи, Припеч, Радева Махала, Раздоље, Рамовићи, Ступа, Сухо Поље, Тузова Лука, Ћосовица, Халиловићи, Хонисиће, Хурије, Чокрлије, Џуџевићи и Шуштери.

## Становништво
Према попису из 2023. године општина има 23.184 становника.

### Национални састав становништва општине по попису 2023. године
| Национални састав‍ | Национални састав‍ | Национални састав‍ | Национални састав‍ | Национални састав‍ |
| ----------------- | ----------------- | ----------------- | ----------------- | ----------------- |
|                   |                   |                   |                   |                   |
| Бошњаци           | Бошњаци           |                   | 19.627            | 84,66%            |
| Албанци           | Албанци           |                   | 1.176             | 5,07%             |
| Црногорци         | Црногорци         |                   | 868               | 3,74%             |
| Муслимани         | Муслимани         |                   | 738               | 3,18%             |
| Срби              | Срби              |                   | 593               | 2,56%             |
| остали            | остали            |                   | 98                | 0,42%             |
| неизјашњени       | неизјашњени       |                   | 84                | 0,36%             |

### Национални састав становништва општине по попису 2011. године
| Национални састав‍ | Национални састав‍ | Национални састав‍ | Национални састав‍ | Национални састав‍ |
| ----------------- | ----------------- | ----------------- | ----------------- | ----------------- |
|                   |                   |                   |                   |                   |
| Бошњаци           | Бошњаци           |                   | 19.269            | 83,91%            |
| Албанци           | Албанци           |                   | 1.158             | 5,04%             |
| Муслимани         | Муслимани         |                   | 1.044             | 4,55%             |
| Срби              | Срби              |                   | 822               | 3,58%             |
| Црногорци         | Црногорци         |                   | 401               | 1,75%             |
| остали            | остали            |                   | 198               | 0,86%             |
| неизјашњени       | неизјашњени       |                   | 72                | 0,31%             |

### Верски састав становништва општине по попису 2023. године
| Верски састав‍ | Верски састав‍ | Верски састав‍ | Верски састав‍ | Верски састав‍ |
| ------------- | ------------- | ------------- | ------------- | ------------- |
|               |               |               |               |               |
| Муслимани     | Муслимани     |               | 22.378        | 96,52%        |
| Православци   | Православци   |               | 715           | 3,08%         |
| остали        | остали        |               | 25            | 0,12%         |
| неизјашњени   | неизјашњени   |               | 66            | 0,28%         |

### Верски састав становништва општине по попису 2011. године
| Верски састав‍       | Верски састав‍       | Верски састав‍ | Верски састав‍ | Верски састав‍ |
| ------------------- | ------------------- | ------------- | ------------- | ------------- |
|                     |                     |               |               |               |
| Муслимани           | Муслимани           |               | 21.805        | 94,95%        |
| Православци         | Православци         |               | 1.055         | 4,59%         |
| атеисти и агностици | атеисти и агностици |               | 3             | 0,01%         |
| остали              | остали              |               | 53            | 0,23%         |
| неизјашњени         | неизјашњени         |               | 48            | 0,21%         |

### Језички састав становништва општине по попису 2023. године
| Језички састав‍   | Језички састав‍   | Језички састав‍ | Језички састав‍ | Језички састав‍ |
| ---------------- | ---------------- | -------------- | -------------- | -------------- |
|                  |                  |                |                |                |
| Бошњачки језик   | Бошњачки језик   |                | 17.426         | 75,17%         |
| Црногорски језик | Црногорски језик |                | 3.838          | 16,55%         |
| Албански језик   | Албански језик   |                | 1.006          | 4,34%          |
| Српски језик     | Српски језик     |                | 699            | 3,02%          |
| остали           | остали           |                | 136            | 0,58%          |
| неизјашњени      | неизјашњени      |                | 79             | 0,34%          |

### Језички састав становништва општине по попису 2011. године
| Језички састав‍   | Језички састав‍   | Језички састав‍ | Језички састав‍ | Језички састав‍ |
| ---------------- | ---------------- | -------------- | -------------- | -------------- |
|                  |                  |                |                |                |
| Бошњачки језик   | Бошњачки језик   |                | 16.121         | 70,20%         |
| Црногорски језик | Црногорски језик |                | 3.967          | 17,27%         |
| Албански језик   | Албански језик   |                | 1.055          | 4,59%          |
| Српски језик     | Српски језик     |                | 1.026          | 4,47%          |
| остали           | остали           |                | 634            | 2,76%          |
| неизјашњени      | неизјашњени      |                | 161            | 0,70%          |

## Галерија
- Албанска мушка ношња из Рожаја
- Панорама
- Извор реке Ибар
- Ганића кула